# Blumen am Arsch der Hölle
Blumen am Arsch der Hölle war eine Punkband aus Hamburg, die von 1991 bis 1994 existierte. 

## Geschichte
Die Ur-Besetzung bestand aus Jens Rachut (Gesang), Andreas Ness (Gitarre), Carsten Knoop (Bass) und dem 1996 verstorbenen Marc Wills (Schlagzeug) und war die Nachfolgeband von Angeschissen und Das Moor. Spätere Bandmitglieder waren Björn Brauer (Bass), der später die Punkband Motormuschi gründete, sowie Martin G.(Gitarre), der später bei den Bands Pommes Brutal und Themorol spielte. Aus Blumen Am Arsch Der Hölle entstanden später Bands wie Dackelblut, Oma Hans und Kommando Sonne-nmilch. 
Die Band veröffentlichte nur eine selbstbetitelte LP 1992 über das Label Buback. Eine Coverversion des Blondie-Liedes Picture This entstand unter Mitwirkung des Snuff-Sängers Duncan und Shaun von Wat Tyler. 1994 löste sich die Gruppe auf, nachdem Gründungsmitglied Marc Wills angekündigt hatte, die Gruppe zu verlassen. Die restlichen Mitglieder gründeten die Gruppe Dackelblut.
Eine Neuveröffentlichung des Albums 2000 wurde von Frank Stubbs (Leatherface) und Toningenieur Tom Meyer remastert und enthält einen 20-sekündigen Bonustrack als Widmung an das verstorbene Gründungsmitglied Marc Wills. Zum Anlass der Wiederveröffentlichung spielte die Band mit Kurt-Schlagzeuger Armin Nagel drei exklusive Konzerte.

## Diskografie
- Blumen am Arsch der Hölle (LP, Buback 1992, Neuauflage bei Schiffen 2000)